# Blyvråk
Blyvråk (Cryptoleucopteryx plumbea) är en fåtalig sydamerikansk fågel i familjen hökar.

## Utseende och läten
Blyvråk är en 36–38 cm lång mörkgrå rovfågel med fin tvärbandning på nedre delen av buken och på "låren". Den rätt korta stjärten har ett vitt band mitt på. Näbb, ben och vaxhud är alla orangefärgade. I flykten är den rätt satt, med korta rundade vingar och kort stjärt. Vingundersidorna är vita med svarta spetsar på handpennorna. Lätet återges i engelsk litteratur som högljutt visslande "weeeeééaa...weeeeééaa...wëëa-wëëa".

## Utbredning och systematik
Fågeln förekommer från östra Panama till västra Colombia, Ecuador och de allra nordvästligaste delarna av Peru. Den behandlas som monotypisk, det vill säga att den inte delas in i några underarter.

### Släktskap
Arten har tidigare ansetts stå nära skiffervråken och tillsammans placerades de fram tills nyligen i släktet Leucopternis. Genetiska studier visar dock dels att de inte alls är nära släkt, dels att Leucopternis är parafyletiskt gentemot andra släkten som Buteogallus och Buteo. Blyvråk utgör en egen utvecklingslinje som är systergrupp till Buteogallus och förs därför numera som ensam art till det egna släktet Cryptoleucopteryx (skiffervråken är en del av Buteogallus).

## Levnadssätt
Fågeln hittas i tropiska regnskogar i relativt låglänta områden. Födan är dåligt känd, men grodor, krabbor, fisk och vattenlevande ormar har noterats. Dess häckningsbiologi är okänd.

## Status och hot
Världspopulationen uppskattas till endast mellan 10 000 och 20 000 vuxna individer och arten tros också minska i antal till följd av habitatförstörelse. Den listades därför tidigare som sårbar av internationella naturvårdsunionen IUCN. Efter uppgifter som visar att arten trots allt tolererar viss påverkan på skogen nedgraderades den dock 2020 till den lägre hotkategorin nära hotad (NT).